# KUNM
Koordinaten: 35° 12′ 44″ N, 106° 26′ 57″ W

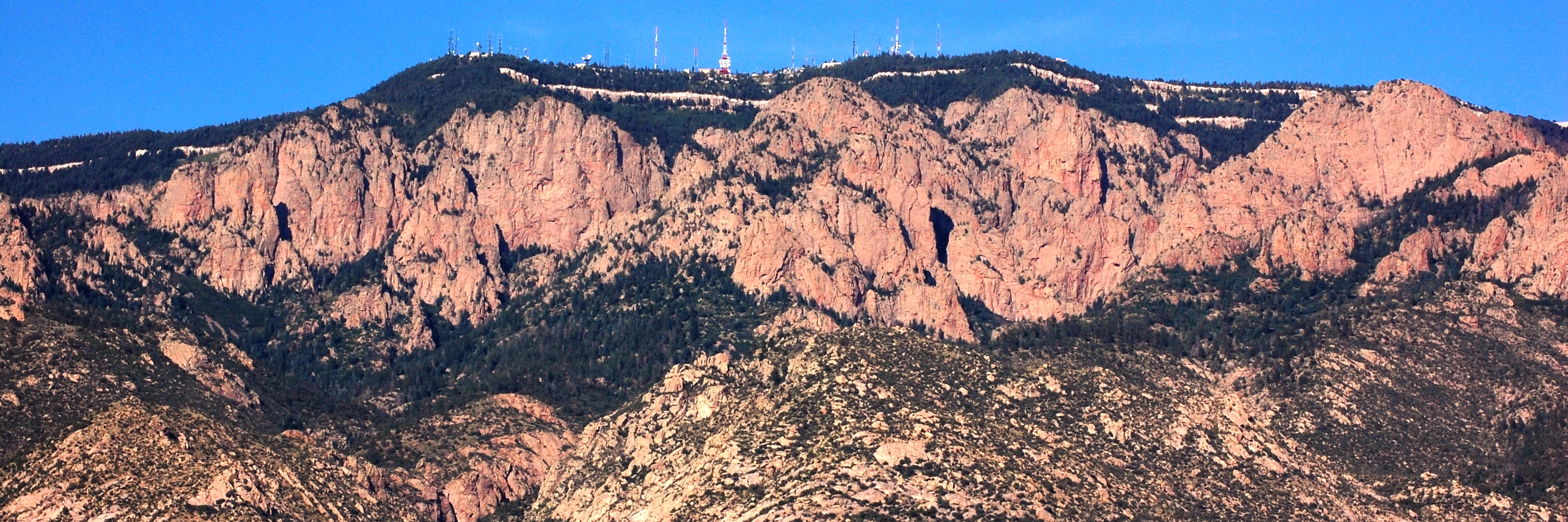
Antennenanlagen auf Sandia Crest unter anderen von KUNM

KUNM ist ein US-amerikanischer Radiosender mit Studios in  Albuquerque, New Mexico. Er wird von den Regents of the University of New Mexico betrieben. Sein Rufzeichen KUNM steht für University of New Mexico. Sein Hauptsender befindet sich auf dem Sandia Crest in 3274 Meter Höhe östlich von Albuquerque und sendet auf der Frequenz 89.9 FM mit einem Sendeleistung von 21.5 kW ERP. Daneben betreibt der Sender noch mehrere Umsetzer auf den Frequenzen 88.7 MHz, 91,1 MHz und 91,9 MHz. Der Sender ist durch seine Radio Talk Show Native America Calling landesweit bekannt, einer Sendung, die sich ausschließlich mit der Situation der amerikanischen Ureinwohner, den Indianern und ihren Reservaten beschäftigt. Die Sendung wird von vielen Radiostationen landesweit übernommen, z. B. von KOYA.
Native America Calling wurde mit der National Humanities Medal 2021 ausgezeichnet.